# Tatra T3R.EV
Tatra T3R.EV je novostavba tramvaje nahrazující vozy Tatra T3, které jsou ve špatném technickém stavu.

## Historie
Protože ne všechny tramvaje je finančně výhodné modernizovat (ať už z důvodu špatného technického stavu nebo celkového stáří vozu), vyvinuly společně firmy Pragoimex a Krnovské opravny a strojírny (KOS) novou vozovou skříň VarCB3, která byla prvně použita právě na voze typu T3R.EV (je ale též určena pro typ Tatra T3R.PV). Na skříň je možno přichytit jakékoliv vyráběné čelo tak, aby tramvaj vypadala moderně.
Do tramvaje T3R.EV byla záměrně zabudována asynchronní elektrická výzbroj, protože měl být tento typ prvotně určen pro provoz s vlečným vozem. Proto byl vyvinut nový typ nízkopodlažního vlečného vozu VV60LF.
Poté, co byla započata výroba částečně nízkopodlažní skříně VarCB3LF, přestaly české dopravní podniky nakupovat pro vozy s asynchronním pohonem (T3R.EV) vysokopodlažní karoserie VarCB3, jejichž dodávky tak byly nahrazeny nízkopodlažními asynchronními tramvajemi VarioLF.
Přestože se jedná o nové vozy, jsou vedeny jako modernizované původní tramvaje T3.

## Modernizace
Vozy jsou upraveny dle přání odběratele. Interiér i stanoviště řidiče jsou shodné s posledními modernizovanými vozy T3. Tramvaje obdržely polopantograf. Na brněnské vozy byla dosazena klasická čela T3 (návrh František Kardaus), na ostravskou tramvaj nové čelo dle návrhu Františka Pelikána. Nová elektrická asynchronní výzbroj je typu TV Europulse.
Jediný ostravský vůz plánoval Dopravní podnik Ostrava (DPO) upravit na víceúčelové služební vozidlo (měřicí a cvičný vůz), na což vypsal v létě 2019 výběrové řízení. Soutěž však byla zrušena, stejně jako druhé výběrové řízení. Roku 2021 proto přistoupil k přestavbě vozidla vlastními silami. Úprava na výcvikové vozidlo autoškoly s evidenčním číslem 8209 byla dokončena v srpnu 2021 a zahrnovala zaslepení první poloviny předních dveří, instalaci pomocného pultu instruktora, klimatizace stanoviště řidiče a přepážky se dveřmi u druhých dveří. V první polovině vozidla bylo osazeno 18 sedaček systémem 2+2.

## Dodávky tramvají
Vozy T3R.EV byly vyráběny v letech 2002 až 2004, celkem vzniklo pět tramvají.
| Současný stát | Město   | Článek | Typ    | Roky dodávek | Počet vozů | Evidenční čísla při dodání | Poznámky | Zdroj |
| ------------- | ------- | ------ | ------ | ------------ | ---------- | -------------------------- | -------- | ----- |
| Česko         | Brno    | článek | T3R.EV | 2002–2003    | 4          | 1531, 1560, 1562, 1569     |          | [ 4 ] |
| Česko         | Ostrava | článek | T3R.EV | 2004         | 1          | 1301                       |          | [ 5 ] |

Vůz ev.č. 1301 byl v srpnu roku 2021 zrekonstruován na služební (cvičný) vůz